# 영덕 장육사 영산회상도
영덕 장육사 영산회상도(盈德 藏陸寺 靈山會上圖)는 대한민국 경상북도 영덕군 창수면, 장육사에 있는 조선시대의 영산회상도이다. 2005년 11월 7일 경상북도의 유형문화재 제373호로 지정되었다.

## 참고 자료
- 영덕 장육사 영산회상도 - 국가유산청 국가유산포털